# Березоворудський парк
Березовору́дський парк — парк-пам'ятка садово-паркового мистецтва загальнодержавного значення в Україні. Розташований у межах Лубенського району Полтавської області, біля сіл Леляки і Кейбалівка.
Статус присвоєно згідно з Постановою колегії Держкомприроди УРСР від 26 липня 1972 року № 22, та підтверджено Постановою РМ УРСР № 311 від 22 липня 1983 року. Перебуває у віданні: Березоворудський державний аграрний технікум.

## Загальні дані та історія
Територія парку розташована у західній частині Пирятинського району, у приполіській частині Полтавської рівнини (Лівобережного Придніпров'я). Займає ділянки природного ландшафту — схил до заплави річки Перевод, заплавні луки та прибережно-водну смугу. Наявність природного водостоку сприяла насадженню різноманітних деревних порід та плодових культур.
Тут зростає понад 40 видів дерев та чагарників, дуб віком 600 років, під яким, за переказами, любив відпочивати Т. Г. Шевченко під час неодноразового перебування у Березовій Рудці. Майже на 25 га посаджено яблуневий сад. Є невеликий став, на ньому — два штучні острівки, засаджені плакучими вербами.

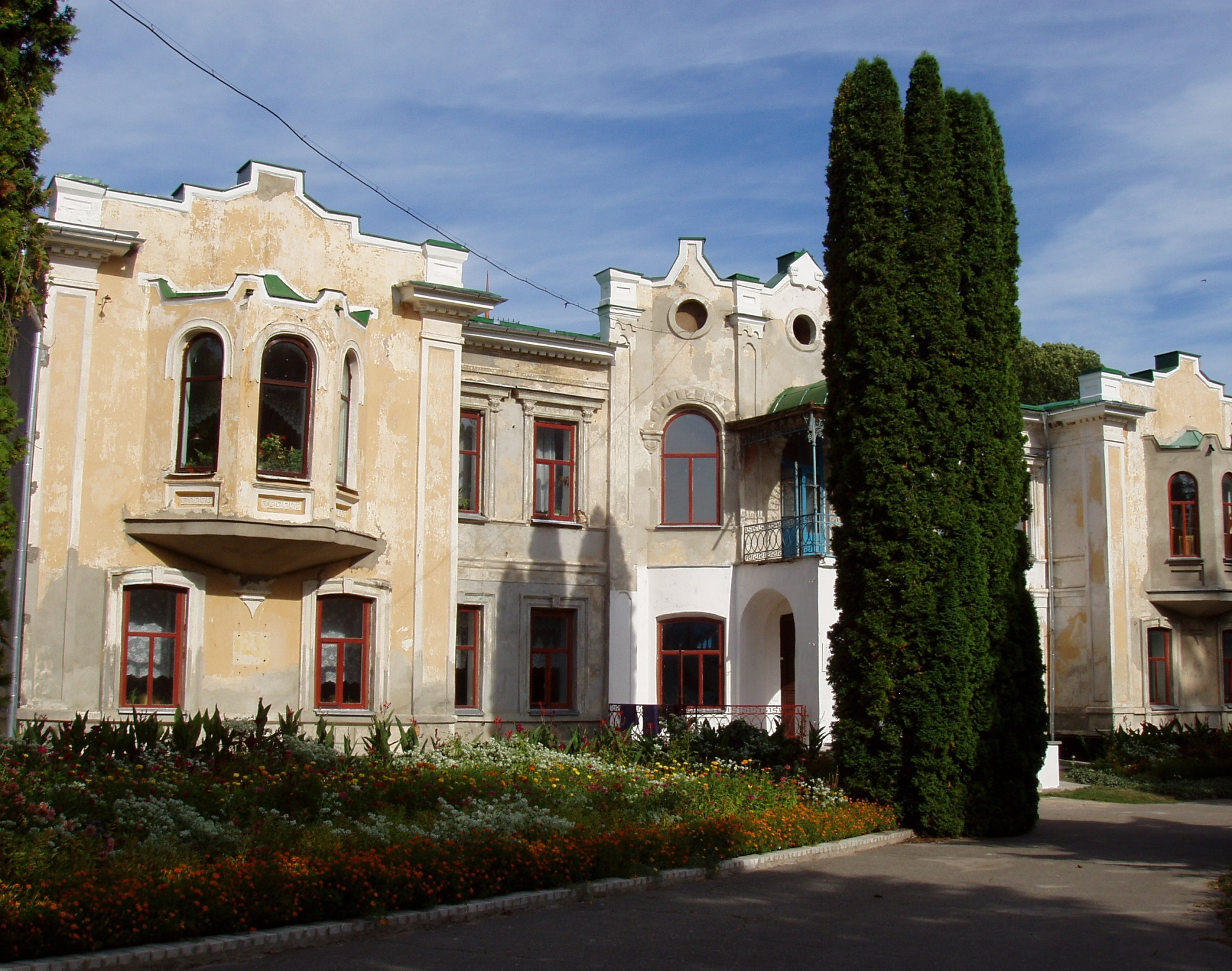
Палац Закревських у Березоворудському парку

Садиба і парк засновані в другій половині XVIII століття. Вони належали поміщикам Закревським. У 1843 та 1845–1846 роках тут бував Т. Г. Шевченко. У Платона Закревського він зустрічався з селянами-кріпаками. Особливо заприятелював Тарас Григорович з молодшим Закревським — Віктором, а між поетом і дружиною поміщика Ганною виникло палке почуття. Збереглися портрети поміщика і його дружини олівцем та олійною фарбою, які виконав Шевченко. Вони зберігаються в Національному музеї Тараса Шевченка в Києві. Розповідають, що найбільше полюбляв Тарас Шевченко липову алею, де була альтанка. Бував у Березовій Рудці і Євген Павлович Гребінка.
Основу планування парку складають дві перпендикулярні осі. Перша направлена від центрального входу до парадного двору, через палац і далі, по головній алеї парку. Друга прокладена від парадного двору на господарську зону, де розміщені будівлі служби, майстерні, склади. Від старого парку збереглися двоповерховий палац, два одноповерхових флігелі, альтанка, ставок (площа близько 1 га) з двома острівцями, система алей, які перетинають паркові насадження і поділяють на квартали плодові сади.

## Флора
Історичну та естетичну цінність парку визначають штучні насадження деревних та чагарникових порід, започатковані ще наприкінці XVIII — протягом XIX століть. Проте наукове значення цієї території підсилює наявність ділянок природної рослинності, що збереглася по терасах річки Перевод і представлена різноманітними ценозами. До схилів правого корінного берега річки приурочений масив широколистяного лісу — типової діброви з повноцінним деревним, чагарниковим та трав'янистим складом рослин. Тут зростають природні компоненти діброви — дуб звичайний, його супутники — липа серцелиста, клен гостролистий, клен польовий. В чагарниковому ярусі трапляється ліщина звичайна, бруслина бородавчаста та європейська, бирючина звичайна. У трав'янистому ярусі чимало типових лісових рослин — розхідник звичайний, зірочник лісовий, тонконіг дібровний, медунка темна. Навесні тут розвівається килим з первоцвітів — проліски сибірської та дволистої (охороняється в Полтавській області), анемона жовтецева, ряст ущільнений та порожнистий (регіонально рідкісний). На заплавних луках відмічено багате різнотрав'я, в складі якого домінують види бобових (конюшина, люцерна, лядвенець, горошок), ранників (дзвінець, вероніка, льонок), айстрових (волошка лучна, стенактис однорічний, деревій звичайний).
У сучасній дендрофлорі парку нараховується близько 50, переважно аборигенних, видів деревних і кущових рослин. На окремих ділянках переважають ясен високий зі значною участю клена гостролистого та декількох видів в'язів (7 видів). Найцікавішим є екземпляр гірського в'язу, які поширені в Середземномор'ї, в малій Азії. В'яз гладенький — вид природної флори. На окремі ділянці є насадження сосни звичайної. Прикрасою парку є алея берез (повислої та пухнастої). У різних частинах парку є вікові дерева дуба звичайного, з них найстаріший за віком (понад 200 років) дуб Шевченків. Найдавнішими за віком є насадження дерев гіркокаштану звичайного, родом із Греції, які утворюють ряд алей.
Різні ділянки парку прикрашають чагарники місцевої флори (черемха звичайна, бирючина звичайна, калина звичайна) та з інших місцевостей (жимолость татарська, спірея японська, айва японська, скумпія звичайна, форзиція). В зниженій частині заплави (в бік до русла р. Перевод) група дерев верби білої.
Навпроти навчального корпусу і на колекційно-дослідному полі технікуму створені невеличкі ділянки, на яких ростуть екзоти: катальпа, липа крупнолиста, ясен пенсильванський, бархат амурський, яблуня Нездвецького (вид, занесений до «Червоної книги СРСР»).
Значну частину території парку (понад 20 га) займають плодові сади, основу яких складає колекція різноманітних сортів яблунь: пармен зимовий золотий, джонатан, кальвіль сніговий, ренета Симиренка, макінтош, антонівка звичайна, путивка осіння та інші.

## Фауна
На території заказника можна зустріти 150 видів наземних хребетних. Серед них відмічено 3 види, занесені до Червоної книги України (далі ЧКУ), 1 вид, занесений до Європейського червоного списку (далі ЄЧС) та 2 регіонально рідкісних (далі РР).
У парку трапляється 108 видів птахів. Це становить 35 % від загальної кількості видів птахів, будь-коли зафіксованих на території Полтавської області. Серед них відмічено 7 видів, занесених до Червоної книги України, 1 вид, занесений до європейського червоного списку та 11 регіонально рідкісних. У гніздовий період на території заказника виявлено 106 видів, в тому числі у складі гніздуючих видів відмічений деркач (ЄЧС). Відмічається збільшення видового різноманіття птахів під час весняної та осінньої міграцій.
Відмічено 19 видів ссавців, що становить 28,8 % від загальної кількості видів звірів Полтавської області. Серед них відмічено 1 вид, занесений до Червоної книги України.
Плазунів відмічено 3 із 11 видів Полтавщини. Вони входять до складу лише 2 фауністичних комплексів: 2 до прибережно-водного — черепаха болотна та вуж звичайний і 1 до лучно-степового — ящірка прудка. Земноводних відмічено 8 із 10 видів Полтавщини. Хоча всі амфібії в період розмноження пов'язані з водним середовищем, справжніми водно-болотними формами, які входять до прибережно-водного фауністичного комплексу, серед земноводних є тільки 2 — джерелянка червоночерева та жаба озерна. Крім того одну з батьківських форм, а саме — жабу ставкову, знайти досі не вдалося. До лучно-степового комплексу входить лише ропуха зелена. Найбільше амфібій представлено у деревно-чагарниковому фауністичному комплексі — 5 видів: квакша звичайна, жаба гостроморда та тритони — гребінчастий і звичайний. Часничниця звичайна може входити до деревно-чагарникового, луко-степового та синантропного комплексів.
«Березоворудський парк» — один із чотирьох на Полтавщині парків-пам'яток садово-паркового мистецтва загальнодержавного значеннямає. Він має цінне наукове, історичне та естетичне значення, використовується в навчально-виховних заходах для студентів, школярів, екскурсантів.

## Галерея

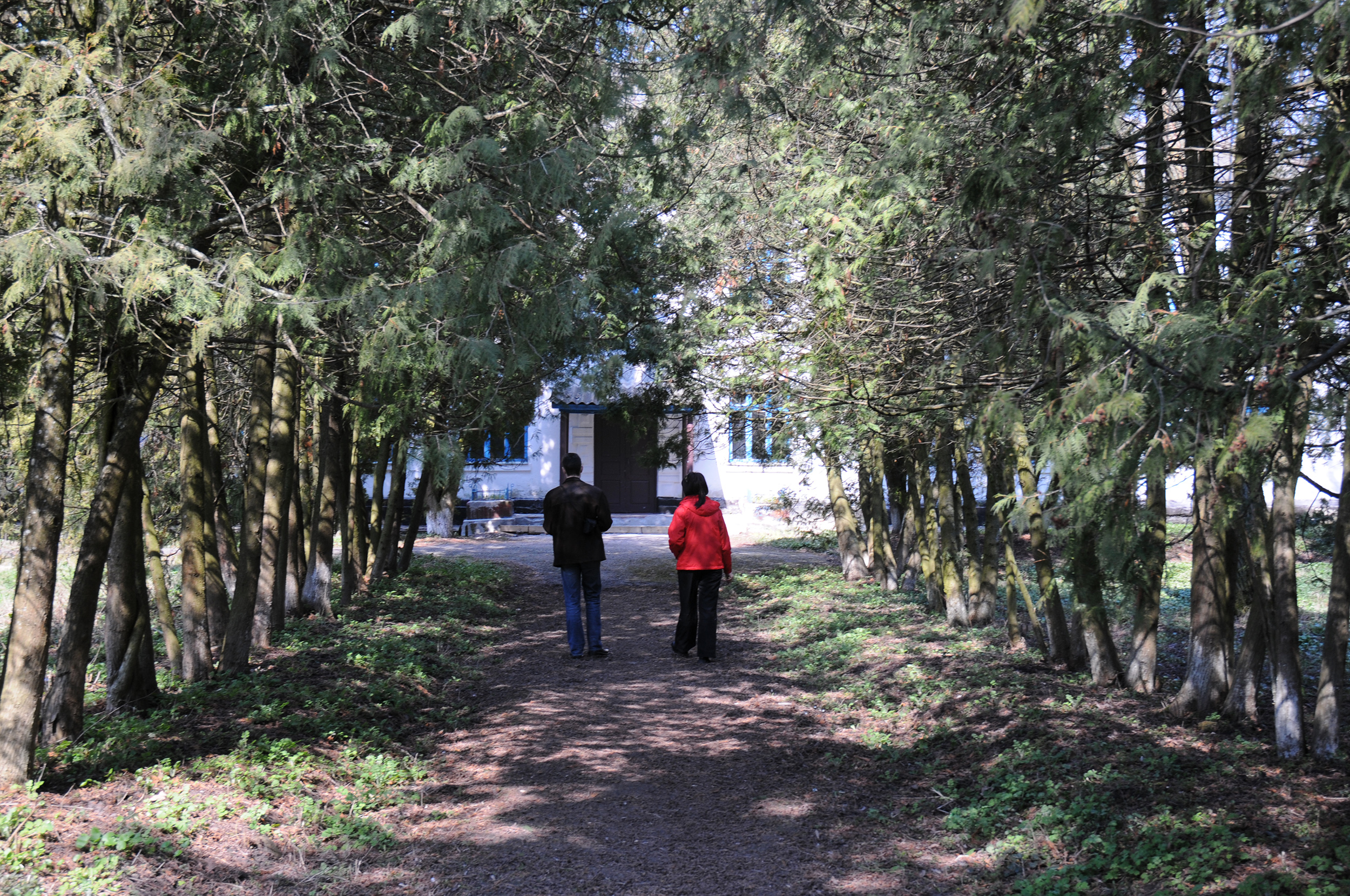
Туєва алея
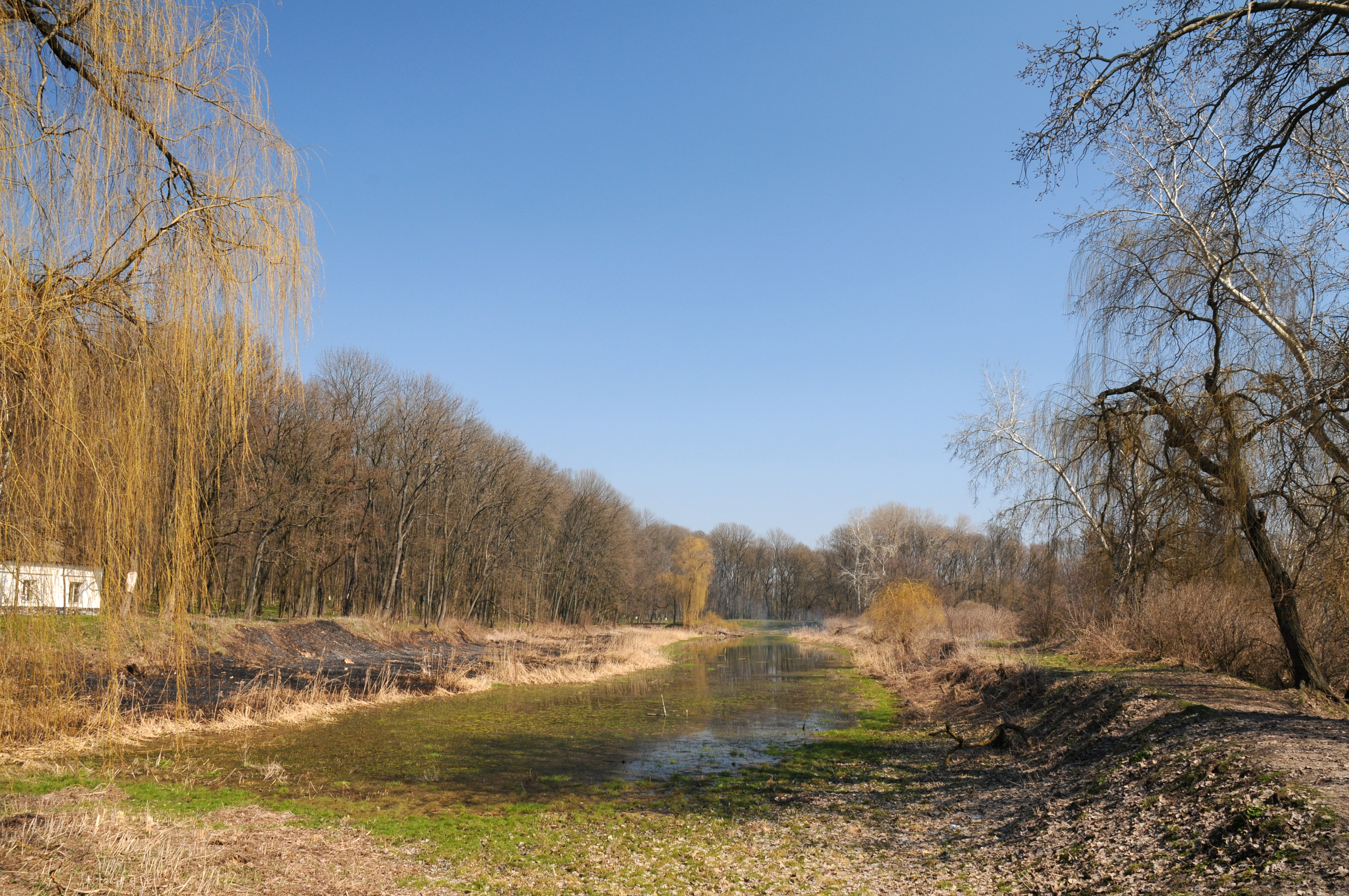
Водойма біля парку
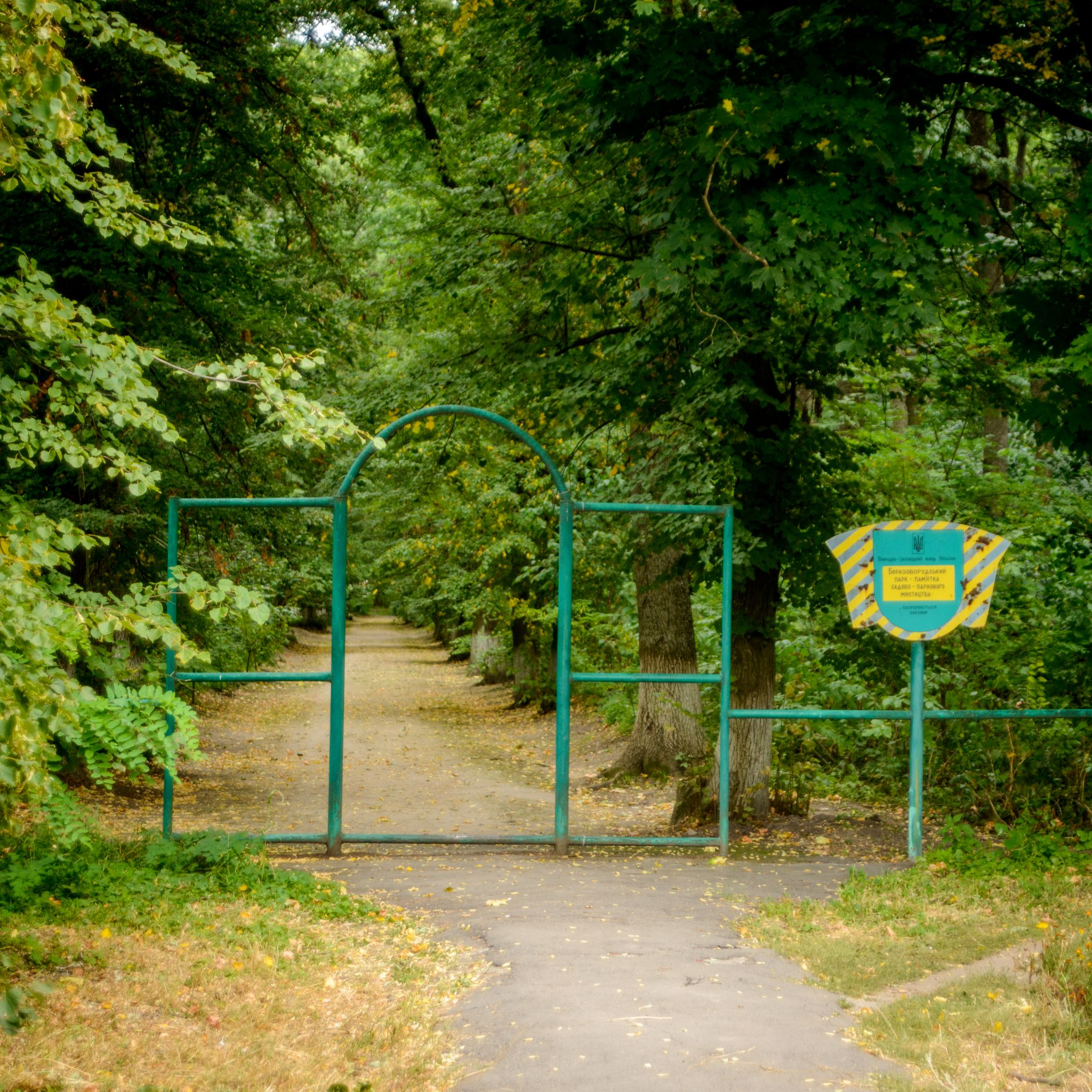
Вхід до парку.2016 рік
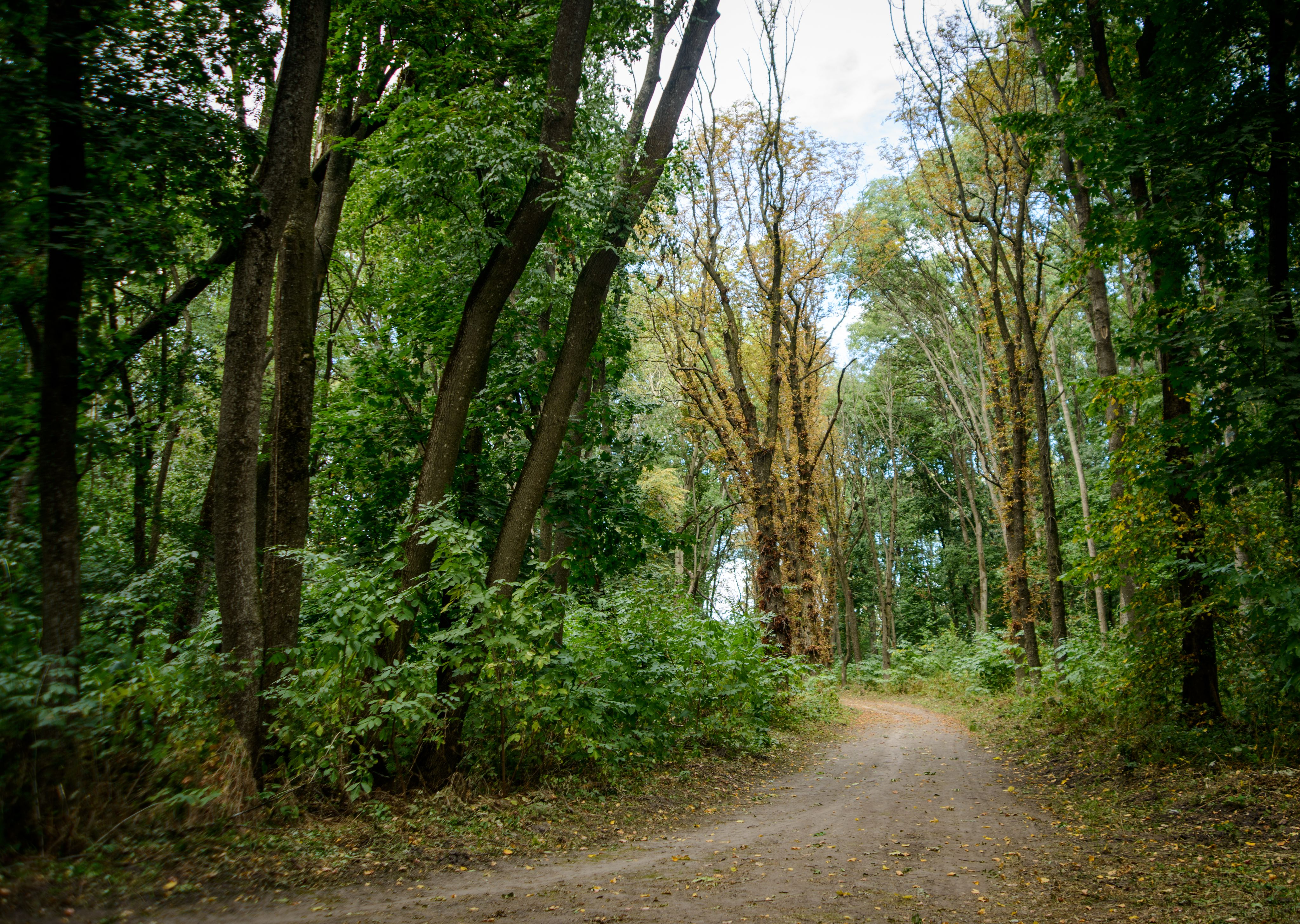
Під кронами дерев